# Marija Walerjewna Passeka
Marija Walerjewna Passeka (russisch Мария Валерьевна Пасека; * 19. Juli 1995 in Moskau) ist eine russische Turnerin. Sie wurde 2015 und 2017 Weltmeisterin am Sprung und gewann bei Olympischen Spielen bisher insgesamt vier Medaillen.